# Cờ giả

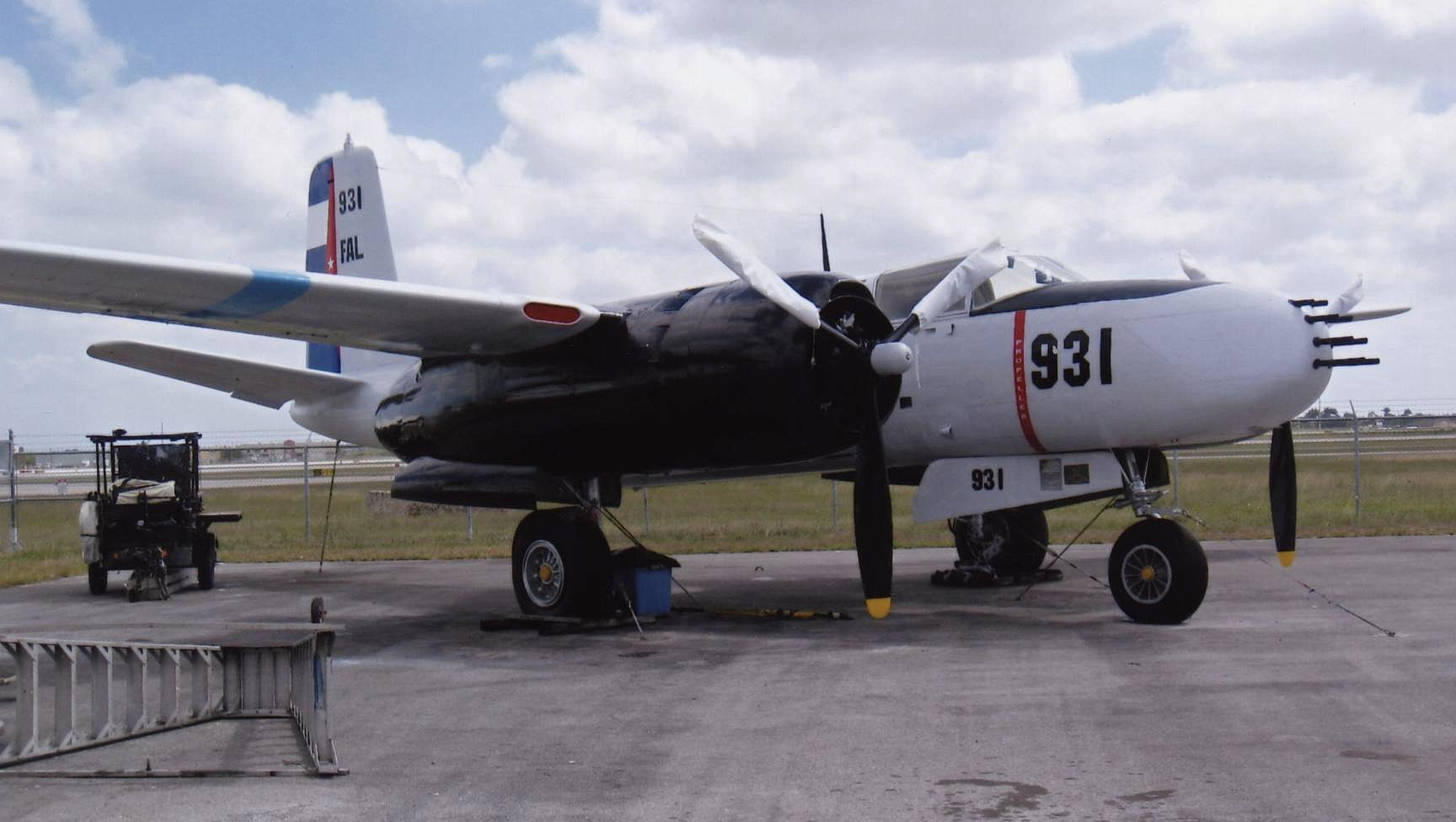
Chiếc máy bay Douglas A-26 C Invader của Hoa Kỳ đặt tại sân bay Tamiami Executive được sơn màu giống với màu của Không quân Cuba để phục vụ cho Cuộc xâm lược Vịnh Con Lợn do nhóm bán quân sự do CIA tài trợ tên là Lữ đoàn 2506 thực hiện vào tháng 4 năm 1961.

Một chiến dịch cờ giả (tiếng Anh: false flag operation) là một hành động được thực hiện với mục đích là giả tạo nguồn trách nhiệm thực sự và đổ lỗi cho một bên khác. Thuật ngữ "cờ giả" bắt nguồn từ thế kỷ thứ 16 có nghĩa là cố ý làm giả phe phái của một người. Thuật ngữ này thường được sử dụng để mô tả một chiến thuật trong chiến tranh trên biển, theo đó một con tàu treo cờ của một quốc gia trung lập hoặc quốc gia thù địch để che giấu danh tính thực sự của nó. Chiến thuật này ban đầu được sử dụng bởi cướp biển và tàu lùng để đánh lừa các tàu khác, làm cho họ tiến lại gần hơn trước khi tấn công. Sau này, nó được coi là một thông lệ được chấp nhận trong chiến tranh trên biển theo luật hàng hải quốc tế, với điều kiện là tàu tấn công phải giương cờ thật khi bắt đầu tấn công.
Thuật ngữ ngày nay được mở rộng để bao gồm các quốc gia dàn xếp những cuộc tấn công vào chính mình và làm cho các cuộc tấn công này trông như thể là của các quốc gia thù địch hoặc do khủng bố, từ đó cho quốc gia được cho là đã bị tấn công này một cái cớ giả để bắt đầu trấn áp trong nước hoặc gây hấn quân sự nước ngoài. Các hoạt động đánh lừa tương tự được thực hiện trong thời bình bởi các cá nhân hoặc những tổ chức phi chính phủ được gọi là hoạt động hoặc chiến dịch cờ giả, nhưng thuật ngữ pháp lý phổ biến hơn là "dàn dựng" hoặc "gài bẫy" ("frame up", "stitch up", hoặc "setup").

## Sử dụng trong chiến tranh
Trong chiến tranh mặt đất, các hoạt động như vậy thường được coi là chấp nhận được trong một số trường hợp nhất định, chẳng hạn như để đánh lừa kẻ thù, cho rằng sự lừa dối không phải là hoàn hảo và tất cả các mưu đồ đó bị loại bỏ trước khi nổ súng.
Tương tự như vậy, trong Hải chiến là một sự lừa dối được coi là cho phép, cờ giả được hạ xuống và cờ thực sự được nâng lên trước khi tham gia trận chiến: "việc sử dụng cờ giả luôn được chấp nhận là hợp pháp" ruse de guerre  trong chiến tranh hải quân, cờ chiến đấu thực sự phải ngay lập tức được treo trước khi tham gia.
Tàu tuần dương phụ trợ hoạt động theo kiểu như vậy trong cả hai cuộc chiến tranh thế giới, cũng như Q-ship, trong khi các tàu buôn được khuyến khích sử dụng cờ giả để được bảo vệ.
Những giả mạo đã thúc đẩy sự nhầm lẫn không chỉ của kẻ thù mà là các sự kiện lịch sử: vào năm 1914 Trận chiến Trindade giữa tàu tuần dương phụ trợ của Anh RMS  Carmania  và Đức tàu tuần dương phụ SMS  Cap Trafalgar , đã được thay đổi để trông giống như  Carmania.  (Trái ngược với một số tài khoản có thể là mendacious, RMS  Carmania  đã  không  được thay đổi để giống với  Cap Trafalgar .)
Một ví dụ đáng chú ý khác là vào Thế chiến II, lính đột kích Đức cùng  Kormoran  tấn công tàu Tuần dương hạng nhẹ HMAS  Sydney  vào năm 1941 trong khi cải trang thành một tàu buôn Hà Lan gây ra sự mất mát lớn nhất về sự sống trên tàu chiến của Úc.

### Chiến tranh không quân
Tháng 12 năm 1922 - tháng 2 năm 1923, các quy tắc liên quan đến việc kiểm soát điện báo không dây trong thời gian chiến tranh và chiến tranh không quân, được soạn thảo bởi một Ủy ban luật gia tại Hague quy định:
Nghệ thuật. 3. Một chiếc máy bay quân sự phải mang dấu bên ngoài thể hiện quốc tịch và tính cách quân sự của nó.
Nghệ thuật. 19. Nghiêm cấm việc sử dụng các nhãn hiệu bên ngoài giả.
Dự thảo này chưa bao giờ được thông qua như một hiệp ước ràng buộc về mặt pháp lý, nhưng ICRC nêu trong bản giới thiệu về dự thảo   'Ở mức độ lớn, [quy tắc dự thảo] tương ứng với các quy tắc và thông lệ chung các nguyên tắc cơ bản của các điều ước quốc tế về luật chiến tranh trên đất liền và trên biển.